# 和歌山放送ニュース
和歌山放送ニュース（わかやまほうそうニュース）は、和歌山放送で放送されているニュース番組。ワイド番組の中などで放送されている。また、JR和歌山駅前の電光掲示板にも表示されている。

## 概要
- 主として、ニュース・天気予報・交通情報がセットである。友好関係にある毎日新聞大阪本社と同和歌山支局から記事提供を受けている他、自社取材もある。
- 毎年行われる夏の高校野球和歌山県大会実況中継のなかでは、試合終了から次の試合が開始されるインターバルで放送される場合が多い。
- ワイド番組で放送される場合は、その番組のメインパーソナリティが読む場合が多いが、一部番組においては報道部のデスク（主に平日朝枠）やアシスタント役のアナウンサー（金曜午後や土曜午前など、メイン格がアナウンサーでない場合に多い）が読む場合がある。
- 「wbsニュース5」では17時台の後半のフロート番組の扱いとしてネットワークトゥデイを自社制作で放送している。内容は県内のニュースである。

## 放送時間（2020年12月現在）

### 内包枠
- 平日：
  - グッデイ!内　7:00,8:15
  - ボックス内　9:04,10:00
  - ○○の全開!!○曜日内　13:02,14:00,15:05
  - wbsニュース5内　18:15

（17時台はフロート番組・ネットワークトゥディ、和歌山Today（=コーナータイトルとしては金曜日のみアナウンス）として）
- 土曜：
  - ウインズ平阪のきょうも全力投球!!内　9:04,10:00,11:00
  - サタデーニュース&スポーツ内　17:00
- 日曜：
  - なし

### 独立枠
- 平日：12:00
- 土曜：7:55,8:15,12:00,13:00,18:10
- 日曜：9:00,11:00,17:00,18:10

## 天気予報・交通情報
前述したように、ニュース単独で放送されることは少なく、天気予報と交通情報（一部時間のみ）がセットになることが多い。

### 天気予報
- 日本気象協会の情報をもとに放送される。かつては平日10時台と13時台および漁業ニュース（現在は終了）において、日本気象協会と回線を結んで最新の天気予報を伝えていた。
- 現在は、新宮支局の気象予報士・引本孝之が平日10時台・15時台（一部曜日除く）・ニュース5の枠で「お天気ダイヤル」と題して、天気予報や話題を伝えている。

### 交通情報
- 日本道路交通情報センターと回線を結び情報を伝える。また、和歌山県警交通管制センターの情報をもとに、スタジオから伝えるパターンもある。
- BGMは数種類ある。
  - グッデイ!　　　PEACE!押尾コータロー
  - つながるワイド・ウインズ平阪のきょうも全力投球・ラジオカフェ　　　DEEP INSIDE（Ananda Project Remix）paris match
  - サタデーニュース&スポーツ   風を聞いて橋本由香里
  - そのほか、「WBS交通情報」のジングルの後、デイヴ・ウェックルの「アイランド・マジック」を流すパターンもあり、主に独立枠で放送されることが多い。